# Departamento San Javier (Misiones)
San Javier, departamento ubicado en el Sudeste de la provincia de Misiones, Argentina.
Limita con los departamentos de Concepción, Leandro N. Alem, Oberá y con la República Federativa del Brasil.
El departamento tiene 640 km², equivalente al 2,1% del total de la provincia.

## Población
Su población fue de 19.187 hab. (censo 2001 INDEC).
Luego su población fue de 23 503 habitantes, según el censo 2022 (INDEC) frente a los 20.906 habitantes (Indec,2010) del censo anterior, lo que representó un incremento del 12,4% menor al crecimiento provincial que fue del 16,1%.Estos datos le valieron tener la segunda menor población de la provincia.